# Trilocha varians
Trilocha varians är en fjärilsart som beskrevs av Walk 1855. Trilocha varians ingår i släktet Trilocha och familjen silkesspinnare. Inga underarter finns listade i Catalogue of Life.